# Un petit monastère en Toscane

Un petit monastère en Toscane, réalisé par Otar Iosseliani, est un film produit en 1988 pour La Sept et FR3.

## Synopsis
Otar Iosseliani retrace la vie des moines de l'abbaye de Sant'Antimo à Castelnuovo dell'abate, à côté de Montalcino non loin de Sienne en Toscane :  Père André Forest, Père Étienne Roze, Père Olivier Nelle, Frère Emmanuel Roze, Frère Jean-Charles Leroy. Le film commence par cette phrase : « Si nous voulons savoir de quelle valeur sont les biens de la Terre, considérons-les du lit de la mort : ces honneurs, ces divertissements, ces richesses nous serons enlevés un jour. Il faut conséquemment travailler à nous sanctifier et à nous enrichir des seuls liens qui nous suivent dans l'éternité » (saint Alphonse de Liguori). Ensuite un autre texte apparaît : « Ici se termine la première partie de ce film, la suite sera tournée dans une vingtaine d'années en ce même lieu et avec les mêmes personnages ».
Documentaire sans voix off ni dialogues, le film est rythmé par les rituels du monastère mais s'attache tout autant à la vie des paysans et des habitants du village.

## Distribution
Alberto, Martine Romano, Vérine Catherine, Elena, Agaliano, Gisia, Otar Mehrichvilli, les familles Biondi-Santi et Biqui Ruspol, et le chœur des Cardelini et des élèves de Montalcino.

## Fiche technique
- Production de la S.E.P.T et FR3.
- Photographie : Lionel Cousin assisté de Raphael O'Byrne
- Son : Martin Boissau
- Durée : 54 minutes